# Heterogamus naevius
Heterogamus naevius är en stekelart som först beskrevs av Chen och He 1997.  Heterogamus naevius ingår i släktet Heterogamus och familjen bracksteklar. Inga underarter finns listade i Catalogue of Life.